# Lorenzo Maria Fieschi
Lorenzo Maria Fieschi (Gênova, 21 de maio de 1642 – Gênova, 1º de maio de 1726) foi um cardeal do século XVIII.

## Nascimento
Nasceu em Gênova em 21 de maio de 1642. De uma família antiga e ilustre. Filho de Innocenzo Fieschi, dos condes de Lavagna, e M. Giovanna Carmagnola. Ele foi batizado naquele mesmo dia com o nome de Lorenzo Maria. Parente do cardeal Giacomo Franzoni (1658). A família deu à Igreja os Papa Inocêncio IV e Papa Adriano V; e os cardeais Guglielmo Fieschi (1244); Luca Fieschi (1300); Giovanni Fieschi (1378); Ludovico Fieschi (1384); Giorgio Fieschi (1439); Niccolò Fieschi (1503); e Adriano Fieschi (1834). Ele também está listado como Laurentius Fliscus.
Estudou na Universidade La Sapienza, em Roma, onde obteve o doutorado in utroque iure , direito canônico e civil.
Recebeu a tonsura clerical em 26 de maio de 1652. Foi chamado a Roma pelo cardeal Giacomo Franzoni. Vice-legado de Urbino, 1668–1671. Referendário dos Tribunais da Assinatura Apostólica da Justiça e da Graça, 1670–1690. Governador de Ancona, junho de 1671 até maio de 1673. Governador de Campagna e Marittima (Frosinone), 2 de maio de 1674 até julho de 1674. Governador de Viterbo (Patrimonio), 1675. Governador de Perugia, 10 de fevereiro de 1685. Governador de Marche, setembro 29, 1686. Secretário da SC dos Ritos, 23 de novembro de 1689.
Eleito arcebispo de Avignon em 10 de julho de 1690. Consagrado em 24 de setembro de 1690, igreja de S. Maria em Vallicella, Roma, pelo cardeal Fabrizio Spada. Vice-legado interino de Avignon até a chegada do legado, 19 de julho de 1691 até 8 de abril de 1692; e novamente, 21 de janeiro de 1696. Assistente do Trono Pontifício, 31 de março de 1695. Núncio extraordinário na França para negociar a paz entre os príncipes europeus, 21 de janeiro de 1702; ocupou o cargo até 1705. Transferido para a sede metropolitana de Gênova, 18 de maio de 1705.
Criado cardeal sacerdote no consistório de 17 de maio de 1706; recebeu o gorro vermelho e o título de S. Maria della Pace, em 25 de junho de 1706. Não participou do conclave de 1721, que elegeu o Papa Inocêncio XIII, e nem do conclave de 1724, que elegeu o Papa Bento XIII.
Morreu em Gênova em 1º de maio de 1726, na residência arcebispal de Gênova. Exposto na catedral metropolitana de Gênova; e enterrado no túmulo de sua família na capela de S. Giorgio naquela catedral.